# Гэллоуэй, Лэнгстон
Лэнгстон Гэллоуэй  (англ. Langston Galloway; родился 9 декабря 1991 года в Батон-Руже, штат Луизиана, США) — американский профессиональный баскетболист. Играет на позициях разыгрывающего и атакующего защитника.

## Старшая школа
Выступал за школу Крисчэн Лайф, штат Луизиана. Дважды признавался лучшим игроком сезона для своего класса. В сезоне 2008-09 в среднем набирал 21,3 очка, пять подборов и отдавал три результативные передачи за матч. В сезоне 2009-10 набирал 26,2 очка, отдавал пять передач и совершал пять перехватов, а также был выбран от своего класса в сборную штата.

## Колледж
В первом сезоне за команду Университета Святого Иосифа, Гэллоуэй был выбран в сборную новичков дивизиона Atlantic 10, а также получил награду новичка сезона в Big 5. Вместе с Карлом Джонсом разделил награду Джона Хилферти. В 33 матчах в среднем набирал 12,8 очка, совершал 5,5 подбора, отдавал 2,9 передачи и совершал 1,7 перехвата за 34,3 минут на площадке.
Во втором сезоне попал во вторую сборную Дивизиона All-Atlantic 10, а также в первую команду All-Big 5. Кроме того, получил награду Д. Хилферти во второй раз подряд. В 34 матчах в среднем набирал 15,5 очка, совершал 4,5 подбора, отдавал 2,2 передачи и совершал 1 перехват за 35,7 минут на площадке.
В третьем сезоне попал в сборную All-State NABC Good Works Team, а также попал во вторую символическую сборную All-Big 5. В 32 матчах в среднем набирал 13,8 очка, совершал 3,6 подбора, отдавал 2,3 передачи и совершал 1,4 перехвата за 35,7 минут на площадке.
На третьем курсе попал в первые сборные All-Atlantic 10, All-Big 5, NABC All-District 4. Также вновь получил награду Д.Хилферти, став самым ценным игроком колледжа в третий раз. В 34 матчах в среднем набирал 17,7 очков, совершал 4,3 подбора, отдавал 1,6 передачи и совершал 1,1 перехват за 36,2 минут на площадке.
По окончании колледжа Гэллоуэй стал вторым в его истории по показателю результативности (после Джамира Нельсона) с результатом 1991 очков, а также первым по количеству реализованных трёхочковых бросков 343.

## Профессиональная карьера
После того, как Гэллоуэй не был выбран на драфте 2014 года, игрок отправился играть в Летнюю лигу НБА 2014 года с командой «Нью-Йорк Никс». 9 сентября 2014 года был подписан «Никс». Однако уже 25 октября 2014 года был отчислен. 3 ноября 2014 года присоединился к команде «Уэстчестер Никс», фарм-клубу «Нью-Йорка» в Лиге развития НБА.
7 января 2015 года игрок подписал 10-дневный контракт с «Никс», став первым игроком, вызванным из команды Д-Лиги «Уэстчестер Никс» в основу. В этот же день дебютировал в НБА, набрал 7 очков, совершил 2 подбора, отдал 3 результативные передачи и совершил 1 перехват, однако его команда уступила со счётом 91-101 «Вашингтон Уизардс». В следующем матче 8 января против «Хьюстон Рокетс» набрал 19 очков, реализовав 6 из 10 бросков с игры, однако его клуб вновь проиграл со счётом 96-120. 17 января подписал второй 10-дневный контракт с «Никс». 27 января подписал частично гарантированный контракт сроком на два года.
21 июля 2016 года Гэллоуэй подписал контракт с «Нью-Орлеан Пеликанс».

## Статистика

### Статистика в НБА
| Сезон                                                                                    | Команда    | Регулярный сезон | Регулярный сезон | Регулярный сезон | Регулярный сезон | Регулярный сезон | Регулярный сезон | Регулярный сезон | Регулярный сезон | Регулярный сезон | Регулярный сезон | Регулярный сезон | Серия плей-офф | Серия плей-офф | Серия плей-офф | Серия плей-офф | Серия плей-офф | Серия плей-офф | Серия плей-офф | Серия плей-офф | Серия плей-офф | Серия плей-офф | Серия плей-офф |
| Сезон                                                                                    | Команда    | GP               | GS               | MPG              | FG%              | 3P%              | FT%              | RPG              | APG              | SPG              | BPG              | PPG              | GP             | GS             | MPG            | FG%            | 3P%            | FT%            | RPG            | APG            | SPG            | BPG            | PPG            |
| ---------------------------------------------------------------------------------------- | ---------- | ---------------- | ---------------- | ---------------- | ---------------- | ---------------- | ---------------- | ---------------- | ---------------- | ---------------- | ---------------- | ---------------- | -------------- | -------------- | -------------- | -------------- | -------------- | -------------- | -------------- | -------------- | -------------- | -------------- | -------------- |
| 2014/15                                                                                  | Нью-Йорк   | 45               | 41               | 32,4             | 39,9             | 35,2             | 80,8             | 4,2              | 3,3              | 1,2              | 0,3              | 11,8             | Не участвовал  | Не участвовал  | Не участвовал  | Не участвовал  | Не участвовал  | Не участвовал  | Не участвовал  | Не участвовал  | Не участвовал  | Не участвовал  | Не участвовал  |
| 2015/16                                                                                  | Нью-Йорк   | 82               | 7                | 24,8             | 39,3             | 34,4             | 75,4             | 3,5              | 2,5              | 0,9              | 0,3              | 7,6              | Не участвовал  | Не участвовал  | Не участвовал  | Не участвовал  | Не участвовал  | Не участвовал  | Не участвовал  | Не участвовал  | Не участвовал  | Не участвовал  | Не участвовал  |
| 2016/17                                                                                  | Нью-Орлеан | 55               | 0                | 20,4             | 37,4             | 37,7             | 76,9             | 2,2              | 1,2              | 0,7              | 0,1              | 8,6              | Не участвовал  | Не участвовал  | Не участвовал  | Не участвовал  | Не участвовал  | Не участвовал  | Не участвовал  | Не участвовал  | Не участвовал  | Не участвовал  | Не участвовал  |
| 2016/17                                                                                  | Сакраменто | 19               | 2                | 19,7             | 40,4             | 47,5             | 91,7             | 1,8              | 1,5              | 0,3              | 0,1              | 6,0              | Не участвовал  | Не участвовал  | Не участвовал  | Не участвовал  | Не участвовал  | Не участвовал  | Не участвовал  | Не участвовал  | Не участвовал  | Не участвовал  | Не участвовал  |
| 2017/18                                                                                  | Детройт    | 58               | 2                | 14,9             | 37,1             | 34,4             | 80,5             | 1,6              | 1,0              | 0,6              | 0,1              | 6,2              | Не участвовал  | Не участвовал  | Не участвовал  | Не участвовал  | Не участвовал  | Не участвовал  | Не участвовал  | Не участвовал  | Не участвовал  | Не участвовал  | Не участвовал  |
| 2018/19                                                                                  | Детройт    | 80               | 4                | 21,8             | 38,8             | 35,5             | 84,4             | 2,1              | 1,1              | 0,5              | 0,1              | 8,4              | 4              | 0              | 27,5           | 32,4           | 36,0           | 0,0            | 3,8            | 1,0            | 0,5            | 1,0            | 7,8            |
| 2019/20                                                                                  | Детройт    | 66               | 6                | 25,8             | 43,5             | 39,9             | 85,9             | 2,3              | 1,5              | 0,7              | 0,2              | 10,3             | Не участвовал  | Не участвовал  | Не участвовал  | Не участвовал  | Не участвовал  | Не участвовал  | Не участвовал  | Не участвовал  | Не участвовал  | Не участвовал  | Не участвовал  |
|                                                                                          | Всего      | 405              | 62               | 23,0             | 39,6             | 36,7             | 81,0             | 2,6              | 1,7              | 0,7              | 0,2              | 8,5              | 4              | 0              | 27,5           | 32,4           | 36,0           | 0,0            | 3,8            | 1,0            | 0,5            | 1,0            | 7,8            |
| Наведите курсор мыши на аббревиатуры в заголовке таблицы, чтобы прочесть их расшифровку. |            |                  |                  |                  |                  |                  |                  |                  |                  |                  |                  |                  |                |                |                |                |                |                |                |                |                |                |                |

### Статистика в Д-Лиге
| Сезон                                                                                    | Команда         | Регулярный сезон | Регулярный сезон | Регулярный сезон | Регулярный сезон | Регулярный сезон | Регулярный сезон | Регулярный сезон | Регулярный сезон | Регулярный сезон | Регулярный сезон | Регулярный сезон | Серия плей-офф | Серия плей-офф | Серия плей-офф | Серия плей-офф | Серия плей-офф | Серия плей-офф | Серия плей-офф | Серия плей-офф | Серия плей-офф | Серия плей-офф | Серия плей-офф |
| Сезон                                                                                    | Команда         | GP               | GS               | MPG              | FG%              | 3P%              | FT%              | RPG              | APG              | SPG              | BPG              | PPG              | GP             | GS             | MPG            | FG%            | 3P%            | FT%            | RPG            | APG            | SPG            | BPG            | PPG            |
| ---------------------------------------------------------------------------------------- | --------------- | ---------------- | ---------------- | ---------------- | ---------------- | ---------------- | ---------------- | ---------------- | ---------------- | ---------------- | ---------------- | ---------------- | -------------- | -------------- | -------------- | -------------- | -------------- | -------------- | -------------- | -------------- | -------------- | -------------- | -------------- |
| 2014/15                                                                                  | Уэстчестер Никс | 19               | 19               | 36,8             | 44,9             | 36,1             | 83,0             | 5,9              | 2,5              | 2,6              | 0,4              | 16,5             | Не участвовал  | Не участвовал  | Не участвовал  | Не участвовал  | Не участвовал  | Не участвовал  | Не участвовал  | Не участвовал  | Не участвовал  | Не участвовал  | Не участвовал  |
|                                                                                          | Всего           | 19               | 19               | 36,8             | 44,9             | 36,1             | 83,0             | 5,9              | 2,5              | 2,6              | 0,4              | 16,5             | Не участвовал  | Не участвовал  | Не участвовал  | Не участвовал  | Не участвовал  | Не участвовал  | Не участвовал  | Не участвовал  | Не участвовал  | Не участвовал  | Не участвовал  |
| Наведите курсор мыши на аббревиатуры в заголовке таблицы, чтобы прочесть их расшифровку. |                 |                  |                  |                  |                  |                  |                  |                  |                  |                  |                  |                  |                |                |                |                |                |                |                |                |                |                |                |

### Статистика в колледже
| Сезон                                                                                   | Команда     | GP  | GS  | MPG  | FG%  | 3P%  | FT%  | RPG | APG | SPG | BPG | PPG  |  |
| --------------------------------------------------------------------------------------- | ----------- | --- | --- | ---- | ---- | ---- | ---- | --- | --- | --- | --- | ---- |  |
| 2010/11                                                                                 | Сент-Джозеф | 33  | 33  | 34,3 | 39,9 | 39,2 | 88,7 | 5,5 | 2,9 | 1,7 | 0,5 | 12,8 |  |
| 2011/12                                                                                 | Сент-Джозеф | 34  | 33  | 35,7 | 48,8 | 46,6 | 78,5 | 4,5 | 2,2 | 1,0 | 0,6 | 15,5 |  |
| 2012/13                                                                                 | Сент-Джозеф | 32  | 32  | 35,7 | 41,4 | 39,4 | 77,2 | 3,6 | 2,3 | 1,4 | 0,3 | 13,8 |  |
| 2013/14                                                                                 | Сент-Джозеф | 34  | 34  | 36,2 | 44,4 | 44,3 | 82,6 | 4,3 | 1,6 | 1,1 | 0,5 | 17,7 |  |
|                                                                                         | Всего       | 133 | 132 | 35,5 | 43,8 | 42,6 | 82,1 | 4,5 | 2,2 | 1,3 | 0,5 | 15,0 |  |
| Наведите курсор мыши на аббревиатуры в заголовке таблицы, чтобы прочесть их расшифровку |             |     |     |      |      |      |      |     |     |     |     |      |  |